# Bezkręgowce

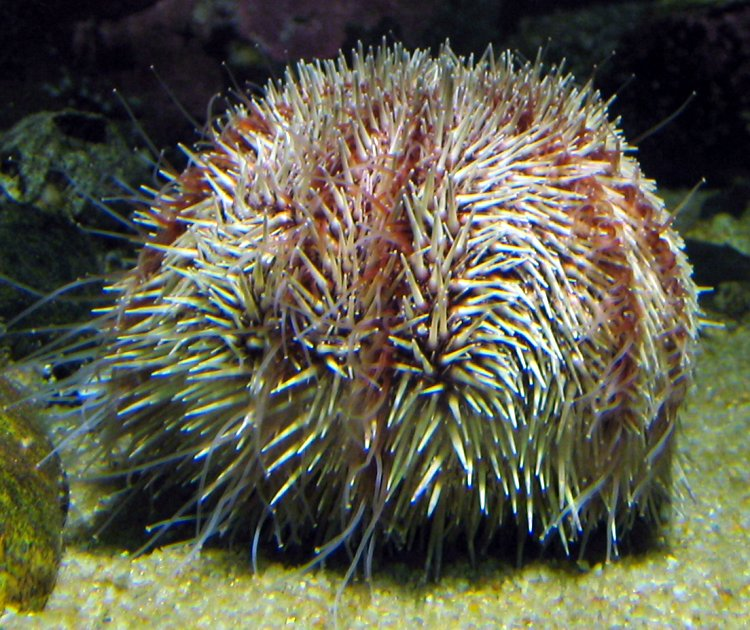
Przykład bezkręgowca – jeżowiec

Bezkręgowce (łac. Invertebrata) – zespół wszystkich grup zwierzęcych o rozmaitych planach budowy i różnym pochodzeniu, przeciwstawiany potocznie kręgowcom (Vertebrata). Jest to sztuczna jednostka systematyczna grupująca zwierzęta wielokomórkowe (Metazoa), wyodrębniane na podstawie negatywnej cechy diagnostycznej – braku szkieletu wewnętrznego (osiowego) w postaci kręgosłupa i czaszki. Pozostałe cechy, którymi określa się bezkręgowce nie są jednoznaczne. Do bezkręgowców należy 95–97% współcześnie występujących zwierząt. Liczba opisanych gatunków przekracza 1 milion.
Mianem tym tradycyjnie określano wszystkie zwierzęta „stojące na niższym poziomie ewolucyjnym” od kręgowców, a więc m.in.: mięczaki, skorupiaki, owady i pajęczaki.
Jednostka ta została po raz pierwszy użyta przez Lamarcka. Początkowo obejmowała robaki (Vermes) i owady (Insecta). W 1795 Georges Cuvier wprowadził dodatkowy podział na mięczaki (Molusca), skorupiaki (Crustacea), szkarłupnie (Echinodermata) i zwierzokrzewy (Zoophyta).
Należy jednak jeszcze raz podkreślić, że jest to jednostka sztuczna i grupując zupełnie odmienne od siebie zwierzęta, sugeruje wspólne korzenie ewolucyjne niespokrewnionych ze sobą taksonów i prowadzi do utrwalenia fałszywego obrazu ewolucji zwierząt.
We współczesnych klasyfikacjach wśród bezkręgowców wyróżnia się ponad 30 typów zwierząt, w tym niektóre bardziej spokrewnione z kręgowcami, niż z innymi bezkręgowcami.

## Typy bezkręgowców
Typy i gromady tradycyjnie zaliczane do bezkręgowców:
(Uwaga! Lista nie odzwierciedla filogenezy tej grupy zwierząt. Typ "strunowce" obejmuje również zwierzęta kręgowe.)
Typ: Płaskowce – Placozoa

Typ: Wielokomórkowce pośrednie – Mesozoa
Gromada: Rombowce – Rhombozoa
Gromada: Prostopływce – Orthonectida

Typ: Jednowarstwowce – Monoblastica

Typ: Gąbki – Spongaria
Gromada: Gąbki wapienne – Calcarea
Gromada: Gąbki krzemionkowo sześcioosiowe – Hexactinellida
Gromada: Gąbki pospolite – Desmospongiae

Typ: Parzydełkowce – Cnidaria
Gromada: Stułbiopławy – Hydrozoa
Gromada: Krążkopławy – Scyphozoa
Gromada: Kubopławy - Cubozoa
Gromada: Koralowce – Anthozoa

Typ: Żebropławy – Ctenopfora
Gromada: Ramieniowe – Tentaculifera
Gromada: Bezramieniowe – Nuda

Typ: Płazińce – Platyhelminthes
Gromada: Wirki – Turbellaria
Gromada: Przywry – Trematoda
Gromada: Tasiemce – Cestoda

Typ: Wstężnice – Nemertea
Gromada: Anopla
Gromada: Enopla

Typ: Szczękogębe – Gnathostomulida

Typ: Wrotki – Rotifera
Gromada: Monogononta
Gromada: Digononta
Gromada: Seisonida
Gromada: Sphaeroida (Incertae sedis)

Typ: Brzuchorzęski – Gastrotricha

Typ: Ryjkogłowy – Kinorhyncha

Typ: Kolczugowce – Loricifera

Typ: Nicienie – Nematoda
Gromada: Adenophorea
Gromada: Secernentea

Typ: Nitnikowce – Nematomorpha

Typ: Kolcogłowy – Acanthocephala
Gromada: Palaeacanthocephala
Gromada: Archiacanthocephala
Gromada: Eoacanthocephala

Typ: Kielichowate – Kamptozoa

Typ: Pierścienice – Annelida
Gromada: Wieloszczety – Polychaeta
Gromada: Skąposzczety – Oligochaeta
Gromada: Pijawki – Hirudina

Typ: Niezmogowce – Paripulida

Typ: Sikwiaki – Sipunculida
Gromada: Phascolosomida
Gromada: Sipuncula

Typ: Szczetnice – Echiurida

Typ: Stawonogi – Arthopoda
Podtyp: Trylobitokształtne (wymarłe) – Trilobitomorpha
Gromada: Trylobity – Trilobita
Gromada: Trylobitopodobne – Trilobitoidea
Podtyp: Skorupiaki – Crustacea
Gromada: Podkowiastogłowe – Cephalocardia
Gromada: Skrzelonogi – Branchiopoda
Gromada: Łopatonogi – Remipedia
Gromada: Wąsoraczki – Mystacocarida
Gromada: Splewki – Branchiura
Gromada: Widłonogi – Copepoda
Gromada: Tantulocardia
Gromada: Wąsonogi – Cirripedia
Gromada: Małżoraczki – Ostracoda
Gromada: Pancerzowce – Malacostraca
Podtyp: Szczękoczułkowce – Chelicerata
Gromada: Staroraki – Merostomata
Gromada: Pajęczaki – Arachnida
Gromada: Kikutnice – Pantopoda
Podtyp: Tchawkowce – Tracheata
Gromada: Wije – Myriapoda
Gromada: Owady – Insecta

Typ: Pazurnice – Onychophora

Typ: Wrzęchy – Pentastomida

Typ: Niesporczaki – Tardigrada

Typ: Mięczaki – Molusca
Gromada: Jednopłytkowce – Monoplacophora
Gromada: Wielopłytkowce – Polyplacophora
Gromada: Tarczkonogi – Caudofoveata
Gromada: Bezpłytkowce – Aplacophora
Gromada: Brzuchonogi – Gastropoda
Gromada: Małże – Bivalvia
Gromada: Łódkonogi – Scaphopoda
Gromada: Głowonogi – Cephalopoda

Typ: Kryzelnice – Phoronida

Typ: Mszywioły – Bryozoa
Gromada: Podkówczaki – Phylactolaemata
Gromada: Szczupnice – Stenolaemata
Gromada: Krążelnice – Gymnolaemata

Typ: Ramienionogi – Brachiopoda
Gromada: Bezzawiasowce – Inarticulata
Gromada: Zawiasowce – Articulata

Typ: Szkarłupnie – Echinoderma
Gromada: Liliowce – Crinoidea
Gromada: Rozgwiazdy – Asteroidea
Gromada: Wężowidła – Ophiuroidea
Gromada: Kołonice – Concentricycloida
Gromada: Jeżowce – Echinoidea
Gromada: Strzykwy – Holothuroidea

Typ: Szczecioszczękie – Chaetoghatha

Typ: Rurkoczułkowce – Pogonophora
Gromada: Drożnorurkowe – Perviata
Gromada: Niedrożnorurkowce – Obturata

Typ: Przedstrunowce – Protochordata
Gromada: Jelitodyszne – Enteropneusta
Gromada: Pióroskrzelne – Pterobranchia
Gromada: Graptolity (wymarłe) – Graptolitoida

Typ: Strunowce – Chordata (z wyłączeniem kręgowców – Vertebrata)
Podtyp:Osłonice – Tunicata
Gromada: Ogonice – Appendicularia
Gromada: Żachwy – Ascidiacea
Gromada: Łapce – Sorberacea
Gromada: Sprzągle – Thaliacea
Podtyp: Bezczaszkowce – Acrania

## Literatura przedmiotu
- Czesław Jura: Bezkręgowce : podstawy morfologii funkcjonalnej, systematyki i filogenezy. Warszawa: Wydawnictwo Naukowe PWN, 2004. ISBN 83-01-14154-9. Brak numerów stron w książce
- Czesław Jura: Bezkręgowce : podstawy morfologii funkcjonalnej, systematyki i filogenezy. Warszawa: Wydawnictwo Naukowe PWN, 2007. ISBN 978-83-01-14595-8. Brak numerów stron w książce
- Janet Moore: Wprowadzenie do zoologii bezkręgowców. Wydawnictwa Uniwersytetu Warszawskiego, 2011. ISBN 978-83-235-0503-7. Brak numerów stron w książce
- Zoologia : bezkręgowce. T. 1. Red. nauk. Czesław Błaszak. Warszawa: Wydawnictwo Naukowe PWN, 2009. ISBN 978-83-01-16108-8. Brak numerów stron w książce
- Zoologia : Stawonogi. Szczękoczułkopodobne, skorupiaki. T. 2, cz. 1.. Red. nauk. Czesław Błaszak. Warszawa: Wydawnictwo Naukowe PWN, 2011. ISBN 978-83-01-16568-0. Brak numerów stron w książce